# Кисиро, Юкито
Юкито Кисиро (яп. 木城 ゆきと Кисиро Юкито, род. 20 марта 1967) — японский мангака, наиболее известен как создатель манги GUNNM.

## Биография
Родился в Токио и вырос в Тибе. Будучи подростком, он находился под влиянием меха-аниме «Бронированные воины Вотомы» и «Мобильный воин Гандам», в частности дизайнов Ясухико Ёсикадзу, а также работ мангаки Румико Такахаси. Он начал свою карьеру в возрасте 17 лет, дебютной стала манга Space Oddity, выходившая в еженедельном журнале Weekly Shounen Sunday. В 1993 году вышла аниме-адаптация GUNNM от студии Madhouse в формате OVA. Юкито Кисиро остался недоволен экранизацией своей манги, поэтому после выхода первых двух серий работа над OVA прекратилась. В 2019 году по мотивам GUNNM вышел американский боевик с элементами киберпанка режиссёра Роберта Родригеса — «Алита: Боевой ангел».

## Работы
Серия GUNNM / Battle Angel Alita / Боевой ангел Алита / Сны оружия
1. Battle Angel Alita (яп. 銃夢 Гамму, «Боевой ангел Алита») (1990–1995)
2. Ashen Victor[англ.] (яп. 灰者 Хайся, «Эшен Виктор»)  (1995–1996)
3. Battle Angel Alita: Holy Night & Other Stories (яп. 銃夢外伝 Гамму Гайдэн, «Боевой ангел Алита: Святая ночь и другие истории») (1997–2006)
4. Battle Angel Alita: Last Order (яп. 銃夢Last Order Гамму Расуто о:да, «Боевой ангел Алита: Последний приказ») (2000–2014)
5. Battle Angel Alita: Mars Chronicle (яп. 銃夢火星戦記 Гамму Касэй сэнки, «Боевой ангел Алита: Военная хроника Марса») (2014–н. в.)

Другие работы
- Авторский сборник Hito (яп. 飛人(ひと)―木城ゆきと初期作品集 Хито — Кисиро Юкито сёкито сакухинсю:, «„Летающие люди“ Юкито Кисиро и другие ранние произведения») (1997) 
  - Space Oddity (яп. 気怪 Кикай, «Космическая странность») (1984)
  - The Planet of Depths (яп. 怪洋星 Кайё:сэй, «Планета глубин») (1988)
  - Fly (яп. 飛人 Хито, «Летающие люди») (1988)
  - The Great Machine (яп. 大・摩神 Дай Маси:н, «Великая машина») (1989)
  - Future Tokyo Headman (яп. 未来東京HEADMAN Мирай То:кё: Хэддоман, «Будущий токийский староста») (1989)
  - Junks: The Space Rovers (яп. 宇宙海賊少年団 Утю: кайдзоку сё:нэндан, «Мусорщики») (1990)
- Aqua Knight[англ.] (яп. 水中騎士 Акуа найто, «Водный рыцарь») (1998–н. в.)
- Mukai: World of Mist (яп. 霧界 Мукай, «Мукай: Мир тумана») (2014)